# Force India VJM05
El Force India VJM05 es un monoplaza construido por Force India para competir en la temporada 2012. Fue pilotado por Paul di Resta y Nico Hülkenberg.

## Presentación
El monoplaza fue presentado el día 3 de febrero de 2012 en la sede del equipo. Con el VJM05, en el que destaca el "morro de pato" en un alerón delantero diferente al de su predecesor, el equipo intentará ser agresivo y rápido para seguir progresando y alcanzar la quinta posición del campeonato. El coche será puesto en pista por primera vez el día 7 de febrero de 2012 en los tests del Circuito de Jerez, después de que Di Resta hiciera un pequeño "shakedown" el mismo día de su presentación.

## Resultados
(Clave) (negrita indica pole position) (cursiva indica vuelta rápida)
| Año  | Motor                   | Neu. | N.º | Pilotos         | 1   | 2   | 3   | 4   | 5   | 6   | 7   | 8   | 9   | 10  | 11  | 12  | 13  | 14  | 15  | 16  | 17  | 18  | 19  | 20  | Puntos | Pos. |
| ---- | ----------------------- | ---- | --- | --------------- | --- | --- | --- | --- | --- | --- | --- | --- | --- | --- | --- | --- | --- | --- | --- | --- | --- | --- | --- | --- | ------ | ---- |
| 2012 | Mercedes FO 108Z 2.4 V8 | P    |     |                 | AUS | MYS | CHN | BHR | ESP | MON | CAN | EUR | GBR | GER | HUN | BEL | ITA | SIN | JPN | RCO | IND | ABU | USA | BRA | 109    | 7º   |
| 2012 | Mercedes FO 108Z 2.4 V8 | P    | 11  | Paul di Resta   | 10  | 7   | 12  | 6   | 14  | 7   | 11  | 7   | Ret | 11  | 12  | 10  | 8   | 4   | 12  | 12  | 12  | 9   | 15  | 19≠ | 109    | 7º   |
| 2012 | Mercedes FO 108Z 2.4 V8 | P    | 12  | Nico Hülkenberg | Ret | 9   | 15  | 12  | 10  | 8   | 12  | 5   | 12  | 9   | 11  | 4   | 21≠ | 14  | 7   | 6   | 8   | Ret | 8   | 5   | 109    | 7º   |

- ≠ El piloto no acabó el Gran Premio, pero se clasificó al completar el 90% de la distancia total.